# Arcades de Louhans
Les arcades de Louhans de la grande rue de Louhans sont les 157 arcades et ses façades pittoresques du Moyen Âge, de la rue commerçante principale du centre historique de Louhans (également baptisée « cité des arcades ») en Saône-et-Loire en Bresse.

## Historique
En 1269 le seigneur de Sainte-Croix et de Louhans, du château de Sainte-Croix, octroie une charte de franchise à la cité de Louhans. Les premières arcades datent de cette époque.

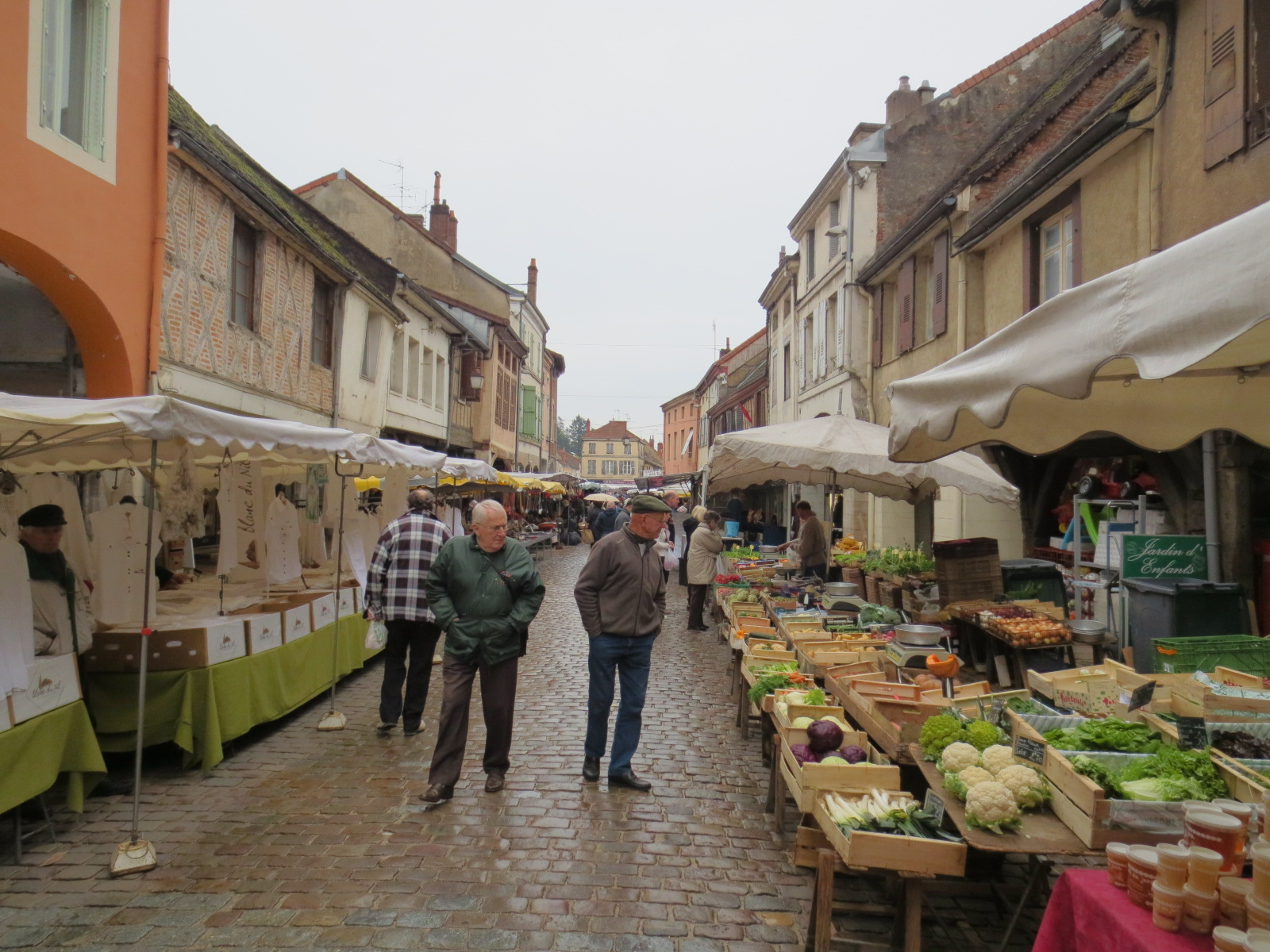
Marché de Louhans.
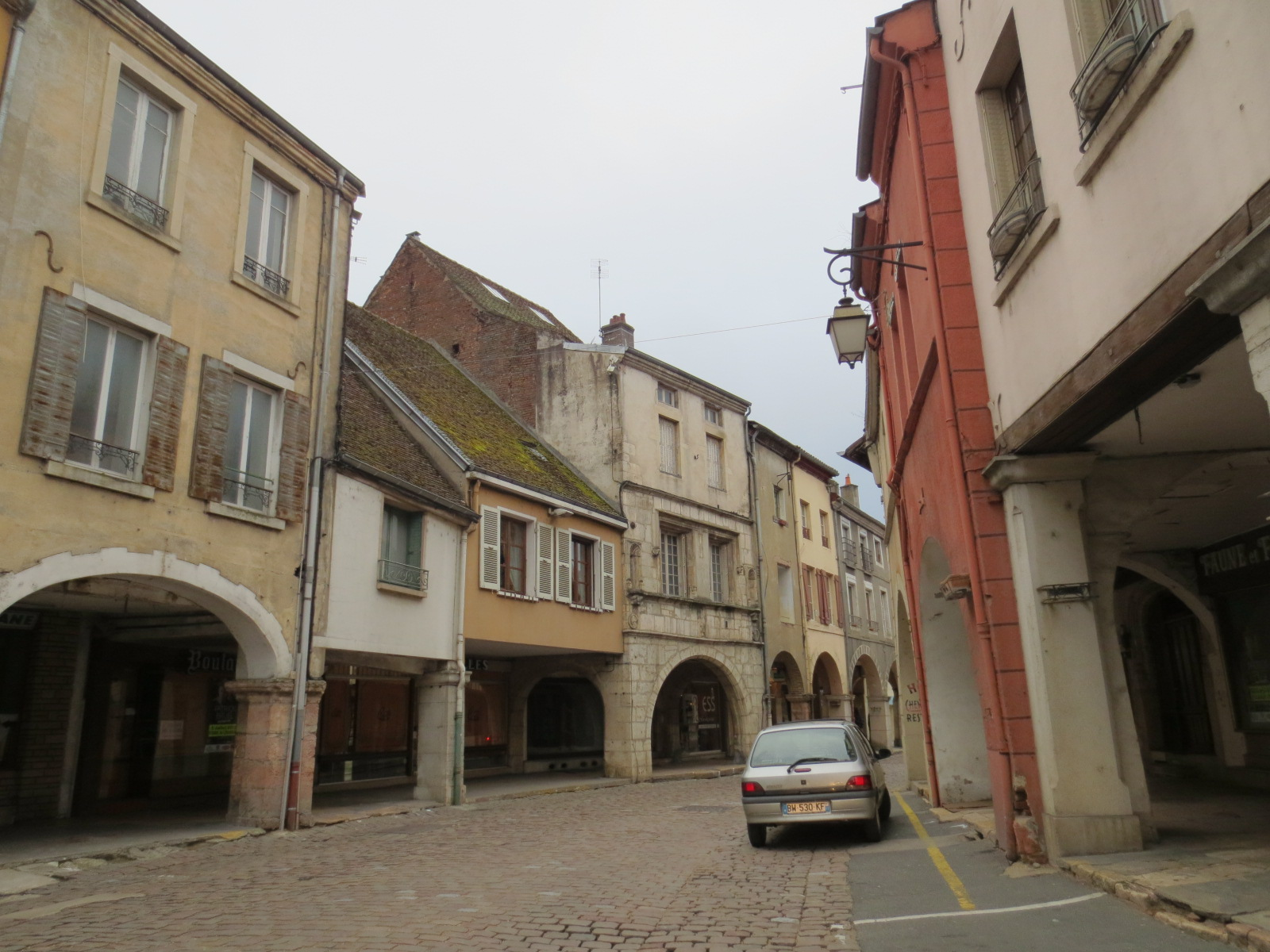
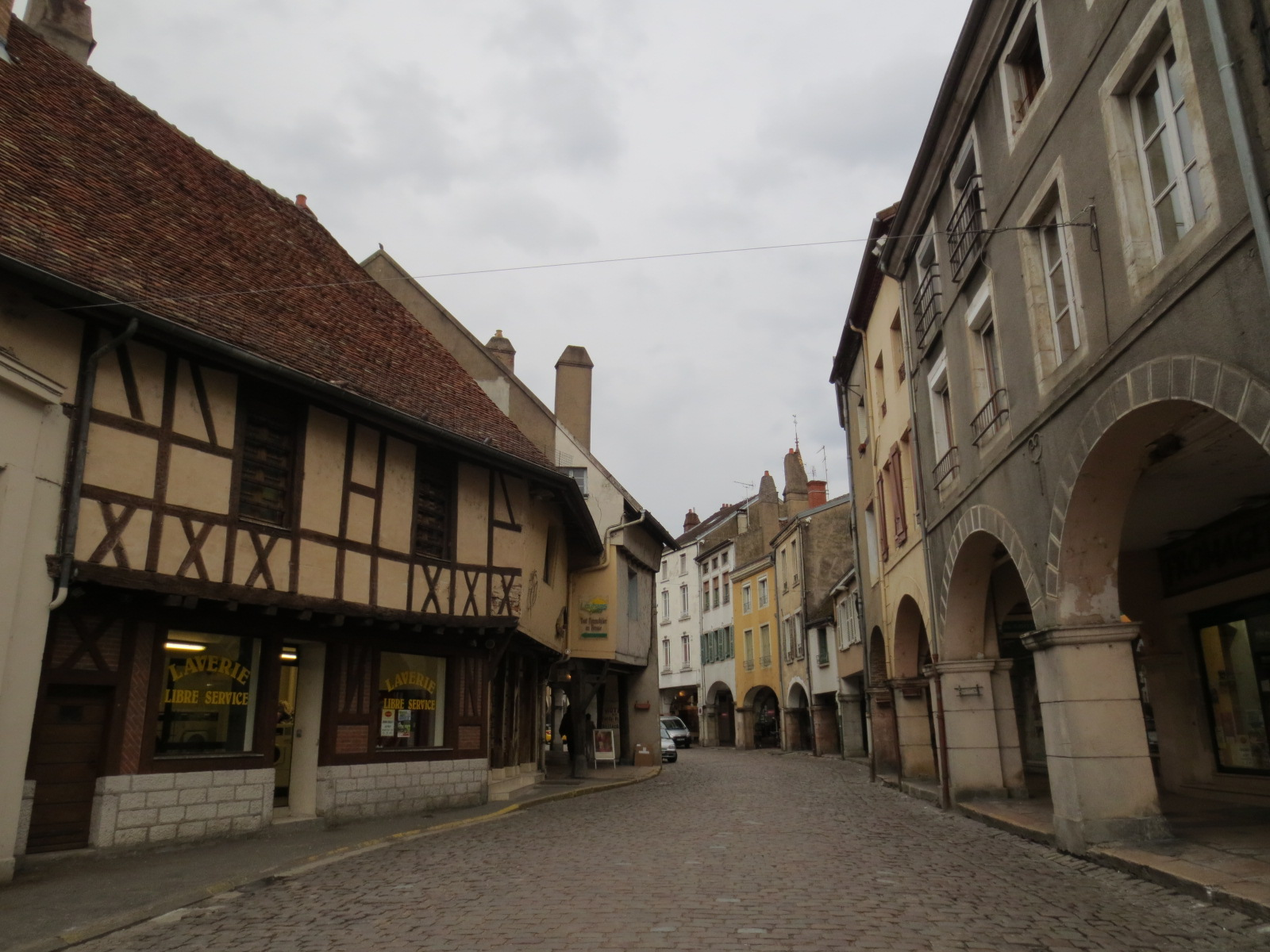
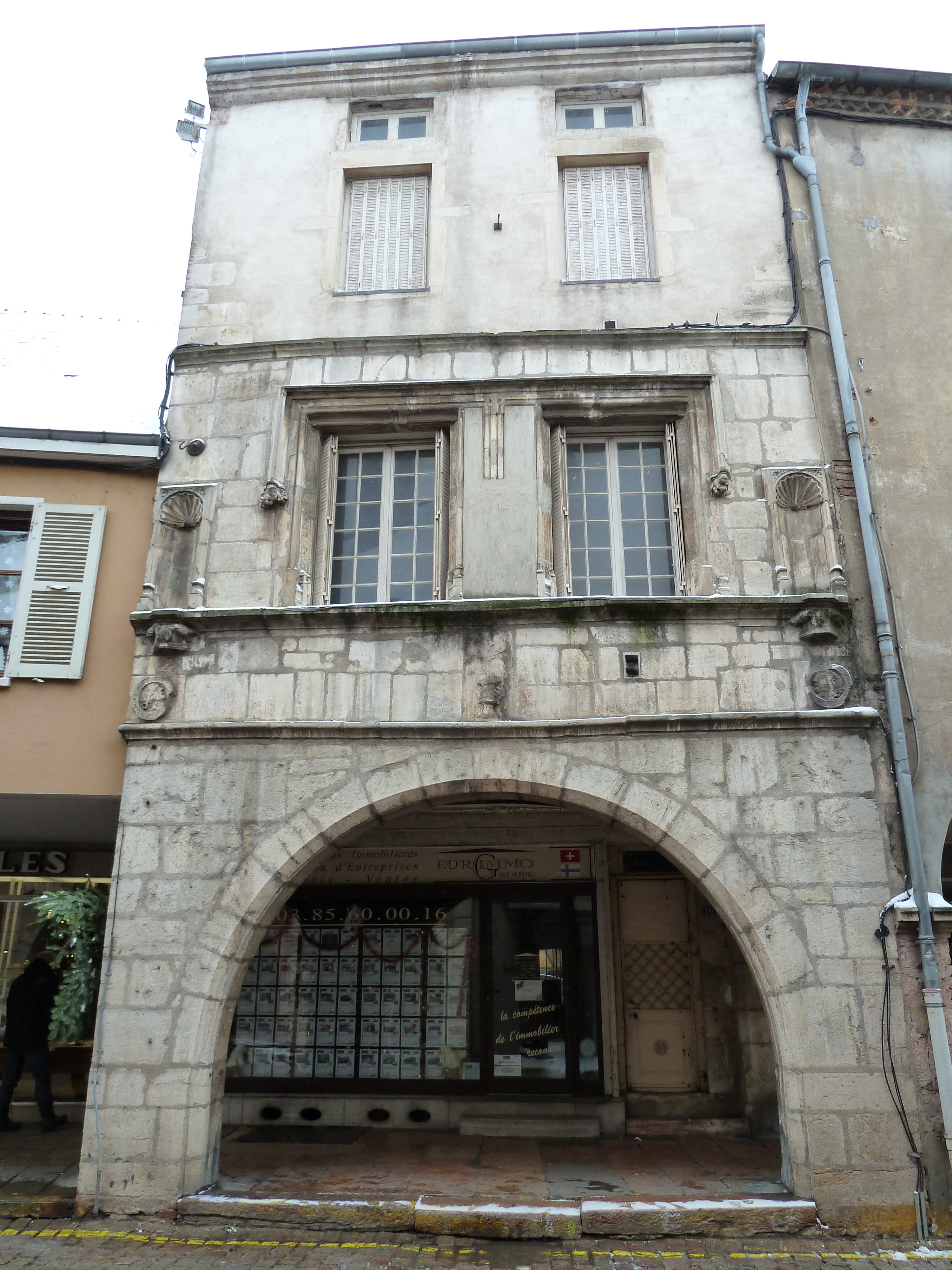
N°10 Hôtel du commerce, inscrit aux MH en 1934.

Au Moyen Âge la cité de Louhans devient ville fortifiée autour de sa rue principale à arcade et de son église Saint-Pierre de Louhans. Elle se développe et devient avec ses importants marchés et foires (marché de Louhans), un important lieu de négoce agricole pour toute la Bresse et régions voisines, avec une activité commerciale croissante ou se vendent céréales, bétail, volailles de Bresse (qui font la renommée de la région), produits maraîchers, produits de la ferme, produit laitier ...

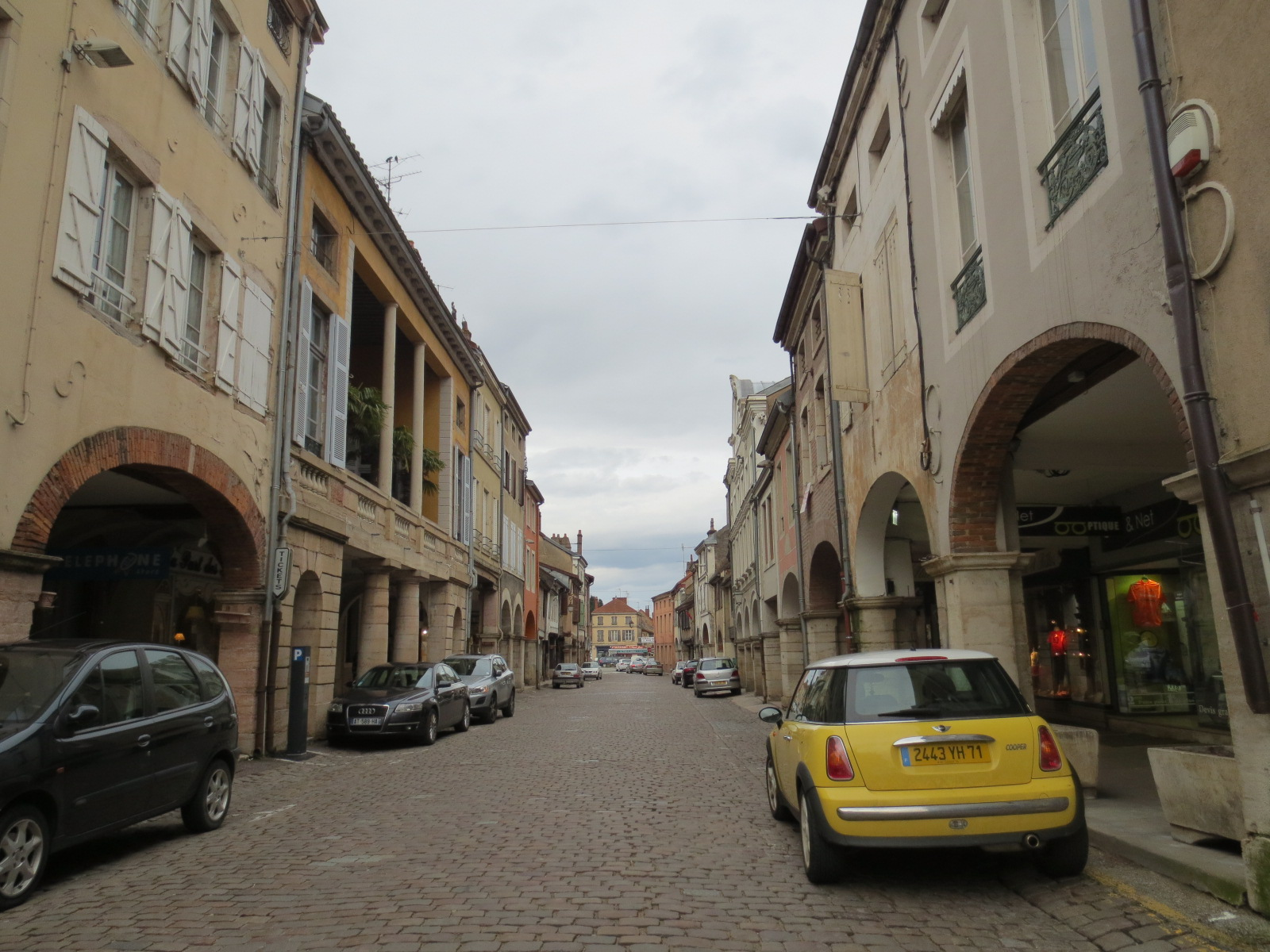
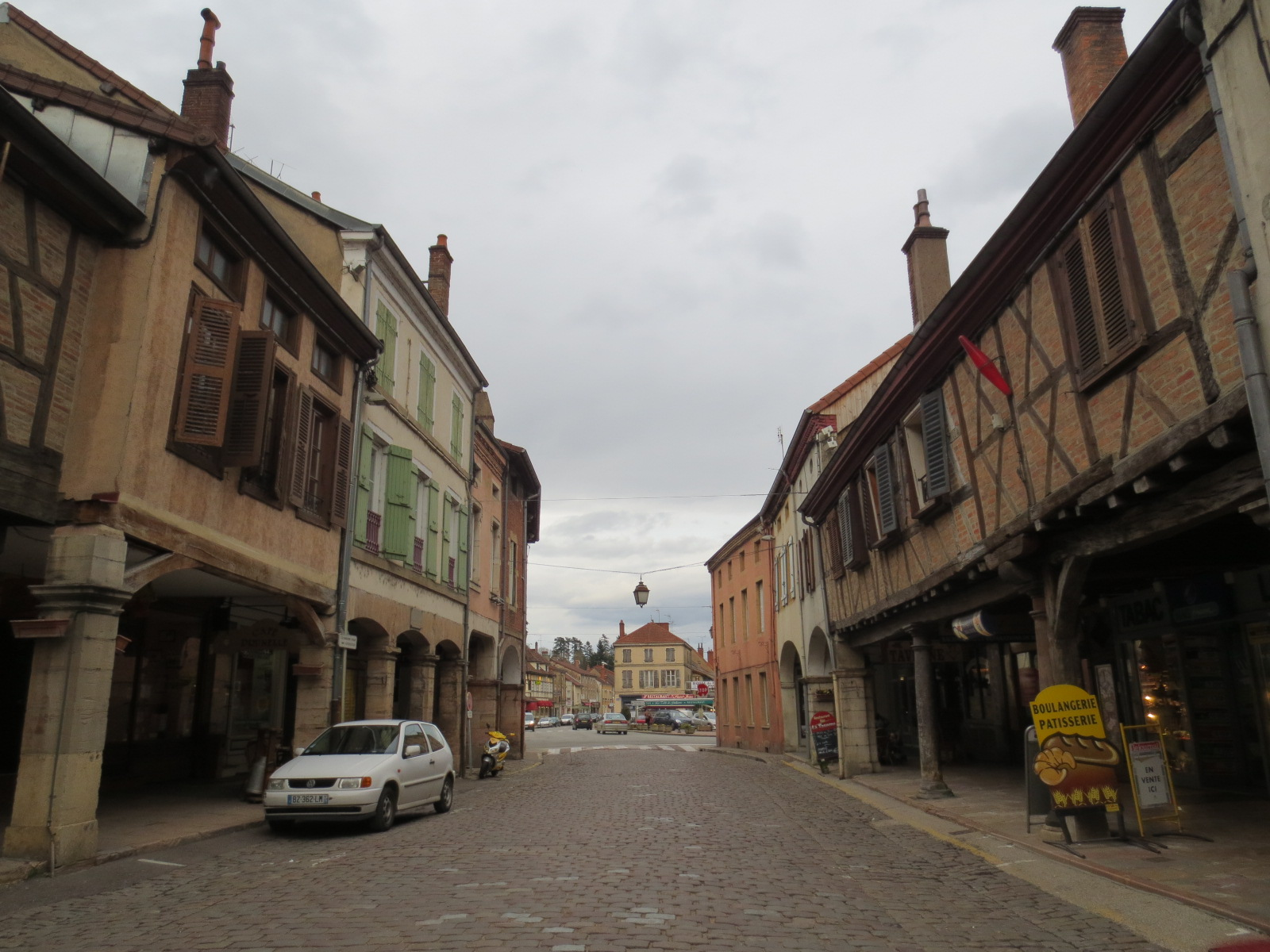
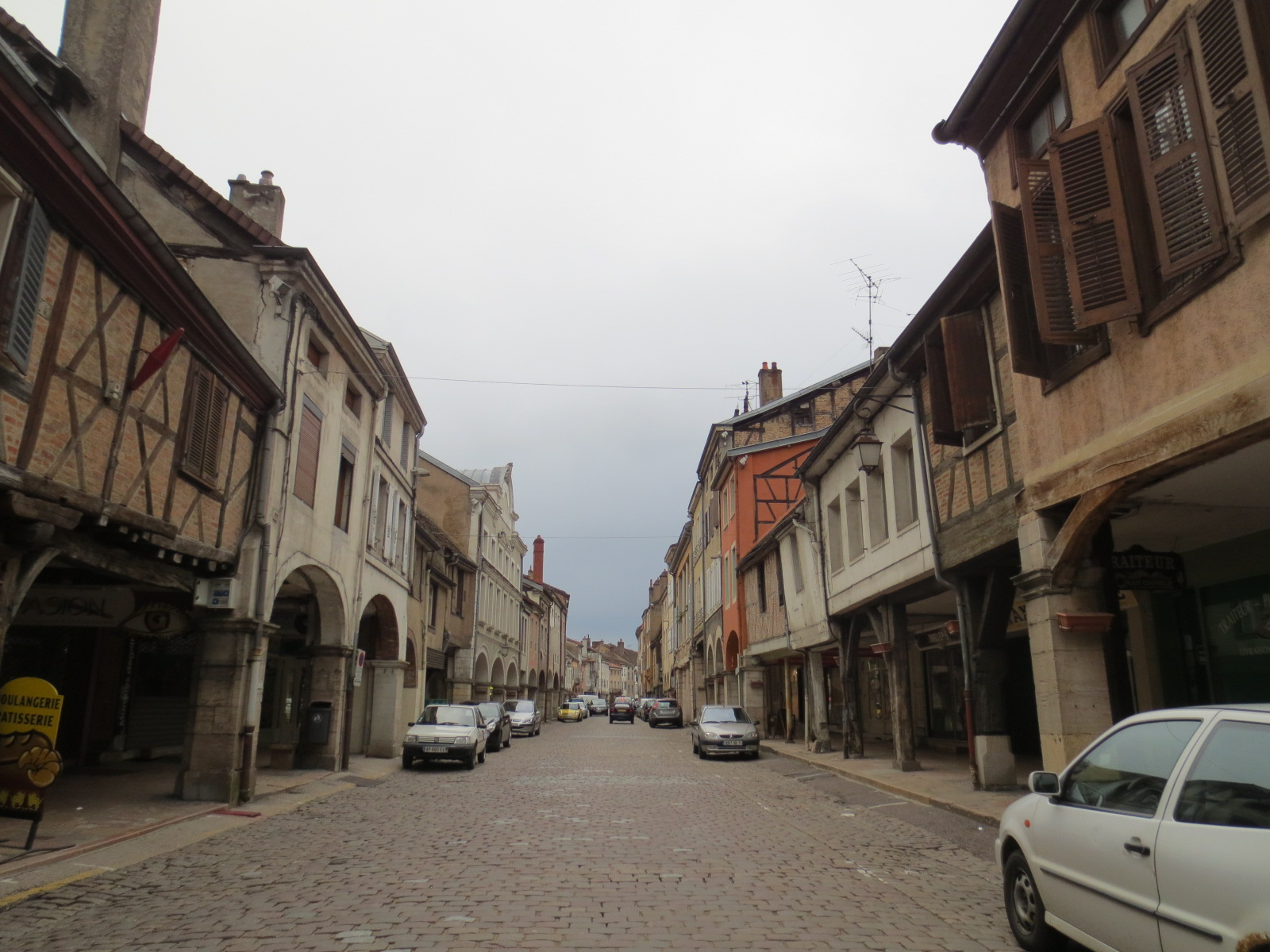
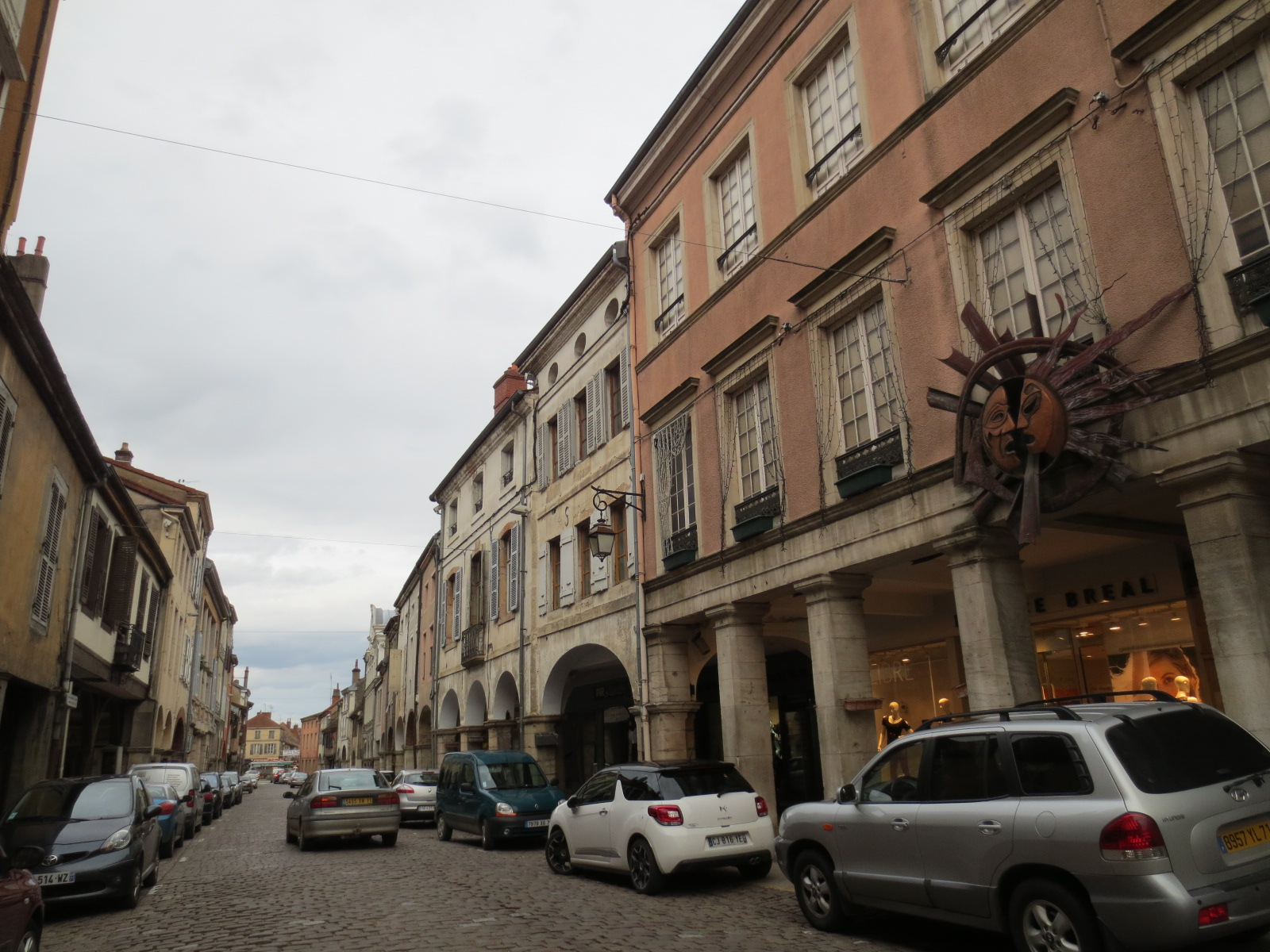

À ce jour, Louhans conserve intacte ses façades du XVe siècle et 157 arcades qui abritent sur près de 500 m de la Grande Rue plus de 100 commerces (semblable à la grande rue aux 146 arcades de Lons-le-Saunier).
Les plus anciennes d’entre elles datent du XIIIe siècle et sont caractéristiques avec leur encorbellement et leurs pans de bois. Les maisons Renaissance, en pierre, sont décorées de niches et de médaillons. Les façades XVIIe, XVIIIe et XIXe se succèdent dans leur diversité tout en déclinant le même principe d’arcades. Le sol, sous chaque arcade, est constitué d’un dallage de grosses pierres de Bourgogne.

## Utilisation dans la culture
- Les arcades de Louhans apparaissent dans la série L'Instit en 1997 avec l'acteur Gérard Klein[4].

## Catastrophes
- En mai 2017, un important incendie se déclare dans une maison d'habitation privée située au cœur de ville, les dégâts de l'incendie se propageront dans un commerce situé sous les arcades et de nombreux pompiers seront mobilisés[5].

- En mars 2022, un important incendie se déclare dans un appartement privé situé sous les arcades. De nombreux pompiers seront mobilisés et une partie du site reste encore à ce jour fermé au public pour des raisons de sécurité[6].